# Київський національний університет імені Тараса Шевченка
Київський національний університет імені Тараса Шевченка — державний заклад вищої освіти України, розташований у місті Києві. За рейтингами ВНЗ, на 2020 рік посідав 1 місце і є найбільшим університетом за кількістю студентів і спеціальностей. З 2009 до 2014 року мав статус автономного дослідницького університету.
З 30 квітня 2021 року ректор — Володимир Бугров.

## Історія

### Передісторія

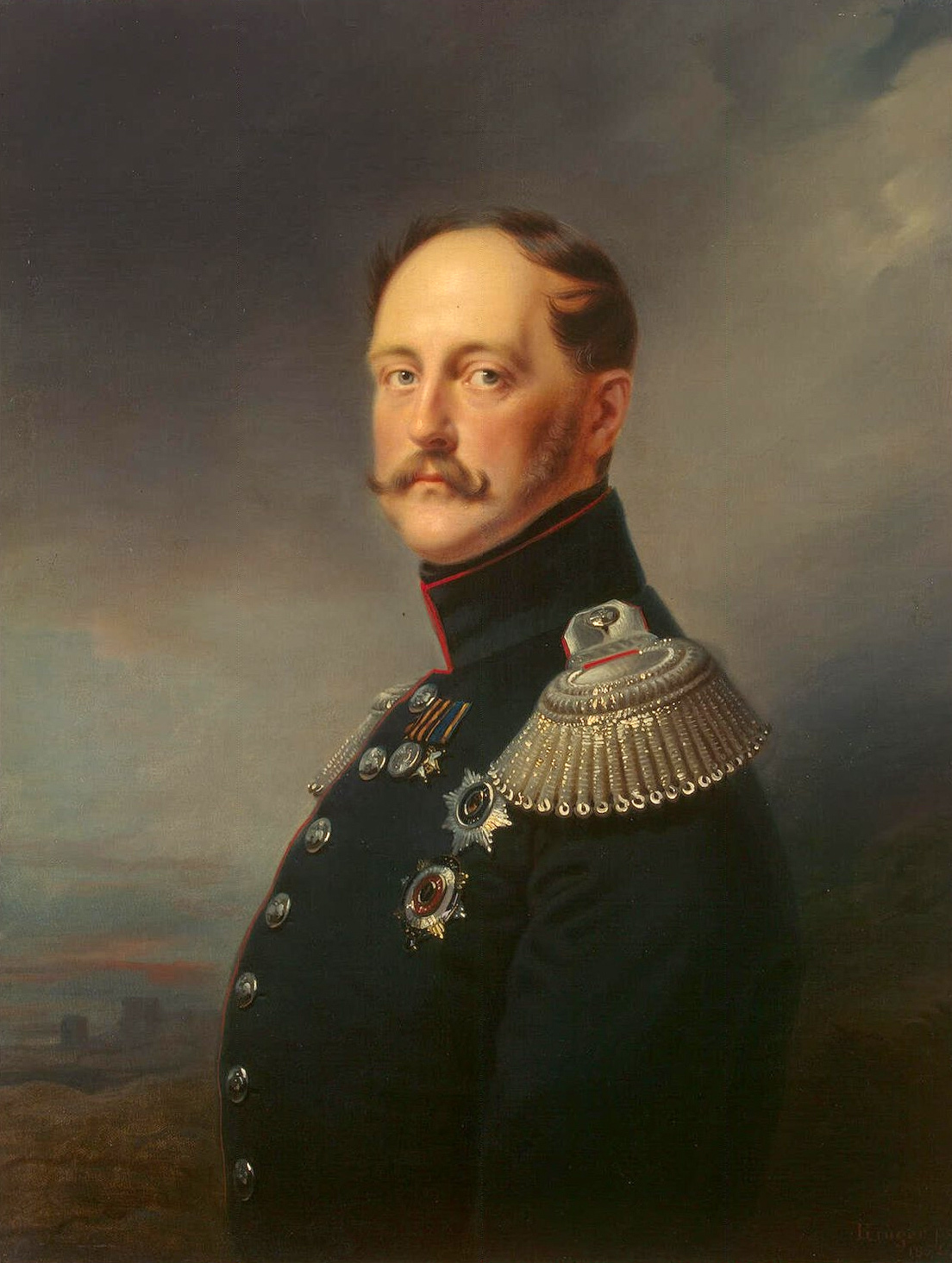
Імператор Микола І, за чиїм указом був заснований Університет Св. Володимира

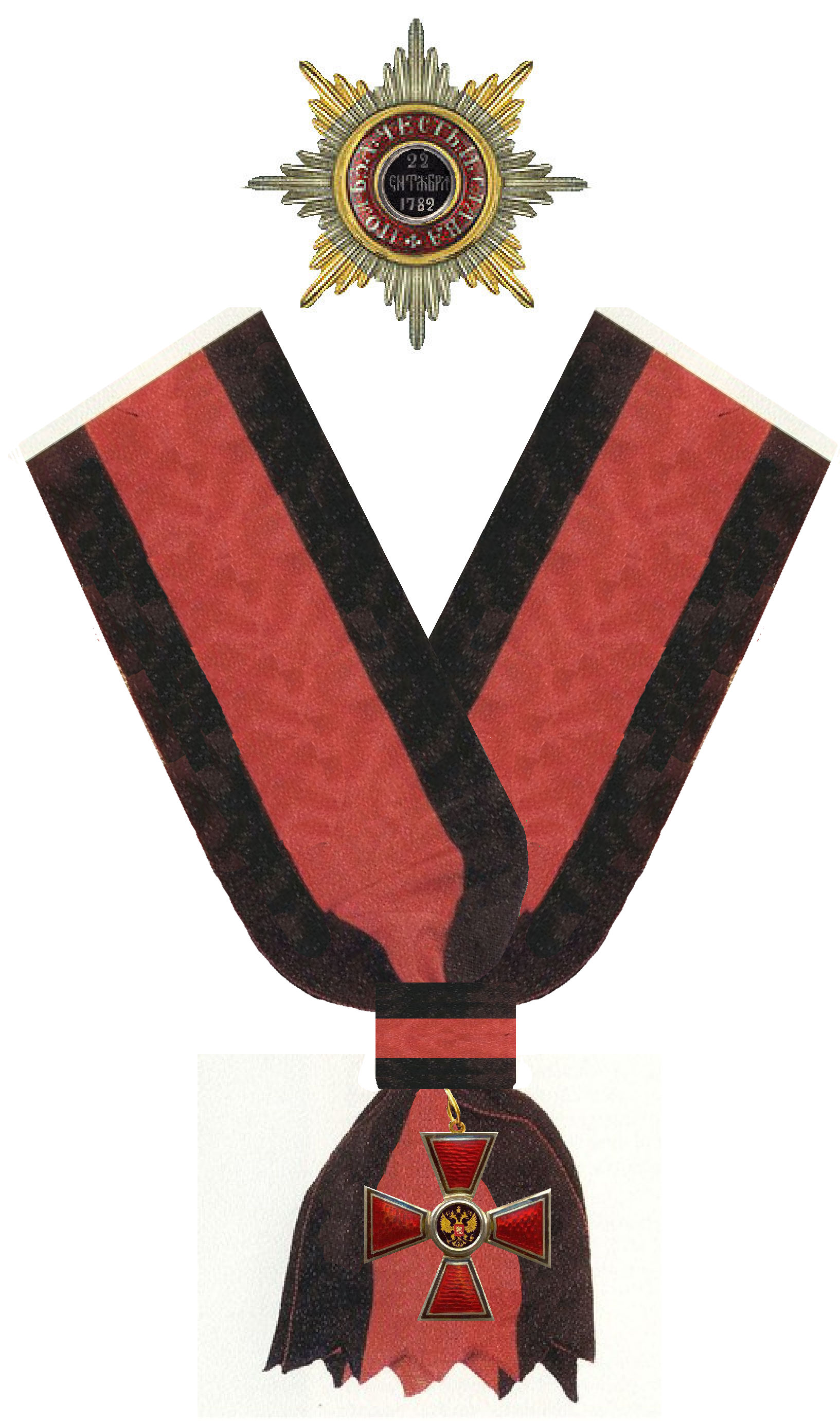
Стрічки ордена Св. Володимира. Червоний колір будівлі «Червоного корпусу» пов'язаний зі стрічками ордена Св. Володимира (червона та чорна), отже, Будівля Київського університету Св. Володимира мала відображати ці кольори (це офіційна версія за часів Російської імперії та сучасної України).

Ідея заснування університету в Києві виникла в панівних колах Російської імперії ще на початку XIX ст., відразу після відкриття таких закладів у Казані (заснований у 1804 р.) та Харкові (заснований у 1805 р.). Однак втілювати в життя плани створення університету влада розпочала лише 1833 р., після закриття двох найбільших навчальних осередків Віленського навчального округу: Кременецького ліцею на Волині та Імператорського Віленського університету, які стали основою новозаснованого університету.
З Крем'янця до Києва перевезли бібліотеку (34 378 томів), хімлабораторію (540 апаратів), гербарій (1500 видів флори), мінералогічний (15 538 експонатів), фізичний (251 інструмент і прилад), зоологічний (20 487 експ.), нумізматичний (понад 17 000 монет, майже половина античні), образотворчого мистецтва (450 предметів) кабінети. До Києва також перевезли найкращу частину ботсаду (8000 рослин і 50 дерев у горщиках, 15 000 живих рослин, 10 000 видів насіння, 300 різновидів засушених фруктів). Першим директором став колишній очільник ботанічного саду при Кременецькому ліцеї Вілібальд Бессер. Пізніше з Вільна в 1840 році перевели Віленську медико-хірургічну академію (до 1832 року — медичний факультет Імператорського Віленського університету) разом з матеріально-технічною базою, бібліотекою та більшою частиною викладачів. Також новостворений університет отримав решту власності ліквідованого університету, зокрема значну частину його видатної бібліотеки.

### Російська імперія
8 листопада 1833-го імператор Микола І підтримав подання міністра народної освіти графа C. Уварова та указом від 2 листопада 1833 року заснував Імператорський університет Святого Володимира. 25 грудня 1833 р. імператор затвердив проєкт Тимчасового статуту й штатний розпис Університету. 15 липня 1834 р. (в день пам'яті рівноапостольного князя Володимира) відбулося урочисте відкриття закладу. 28 серпня 1834 р. в університеті почалися заняття, лекції проводилися російською мовою. Це був другий заклад вищої освіти на території підросійської України після Харківського Імператорського університету. Початковою метою, що ставилася перед Київським університетом, був намір позбавити культурної підтримки, а відтак русифікувати полонофільську київську інтелігенцію, яка була вороже налаштована до влади та співчувала Польському повстанню 1830–1831 років. Апеляція до імені князя Володимира символізувала саме цей напрямок діяльності.
28 серпня 1834 року Київський університет прийняв перших 62 студентів. Початково діяв лише один філософський факультет з двома відділеннями — історико-філологічним та фізико-математичним. 1835 року відкрився юридичний факультет, а 1841 року — медичний. Філософський згодом розділився на два самостійні факультети. З такою структурою університет працював до 1917 року.

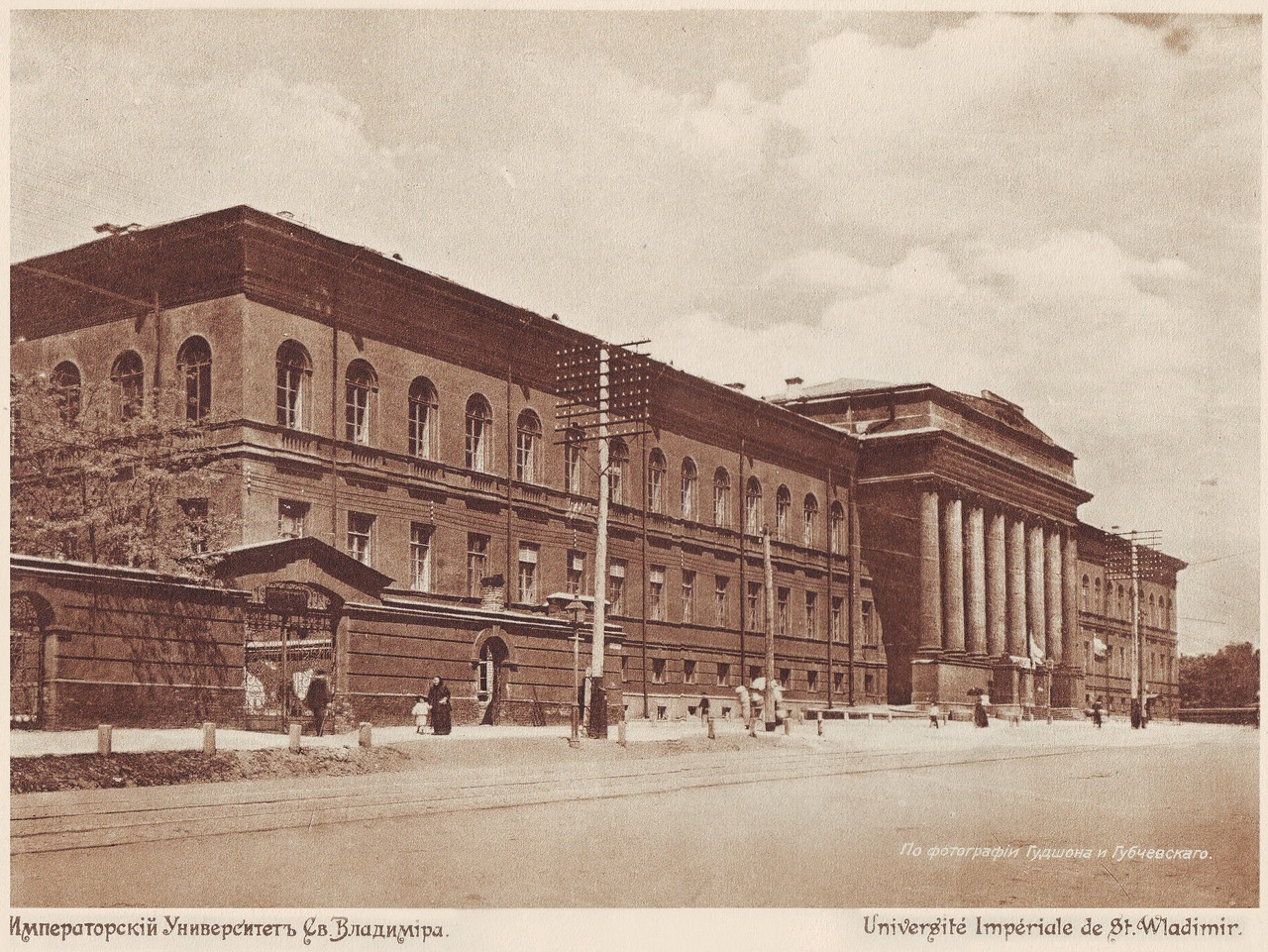
Університет Святого Володимира, початок 1910-х років

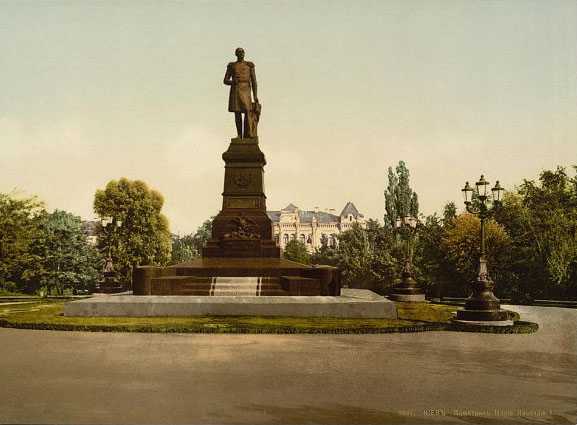
Пам'ятник засновнику Київського Університету Миколі І, в парку навпроти головного корпусу, 1917

До Жовтневого перевороту в університеті викладали відомі вчені: математики Борис Делоне, Д. О. Граве, М. А. і А. А. Дяченки, Б. Я. Букреєв (з 1889 до 1962), фізики М. М. Шіллер, Й. Й. Косоногов, М. П. Авенаріус, астрономи В. Фабриціус, Р.  Фоґель, М. Ф. Хендриков, зоологи О. О. Ковалевський, О. М. Сєверцов, О. О. Коротнєв, історики і філософи М. О. Максимович (перший ректор), М. І. Костомаров, М. В. Довнар-Запольський, В. С. Іконніков, М. П. Драгоманов, І. В. Лучицький, Ю. А. Кулаковський, літератор М. П. Дашкевич, філолог В. М. Перетц, юристи О. Ф. Кістяківський, М. К. Ренненкампф, С. Й. Богородський, Г. І. Ейсман, економісти М. Х. Бунге, І. В. Вернадський (батько першого президента АН УРСР — НАНУ, академіка В. І. Вернадського), хіміки С. М. Реформатський, О. П. Ельтеков, М. А. Бунге, механік Г. К. Суслов, геолог М. І. Андрусов, вчені-медики В. О. Бец, Н. А. Хржонщевський, М. В. Скліфосовський, Г. М. Мінх, В. В. Підвисоцький, Ю. К. Шимановський, В. К. Високович, В. О. Караваєв, Ф. С. Цицурін, В. П. Образцов, М. М. Волкович, патолог В. К. Ліндеман, гігієніст О. В. Корчак-Чепурківський, архітектор В. І. Беретті та інші. Частина з них були випускниками університету.
Ще від середини XIX ст. університет став одним із осередків науки і передової громадської думки в Україні. Тут вчилися члени Кирило-Мефодіївського товариства — В. М. Білозерський, Г. А. Андрузький; Т. Г. Шевченко працював в 1845-47 рр. в Археографічній комісії при університеті. До 1917 р. університет підготував близько 20 тис. спеціалістів. Активні учасники Київсько-Харківського товариства були ініціаторами заснування недільних шкіл.

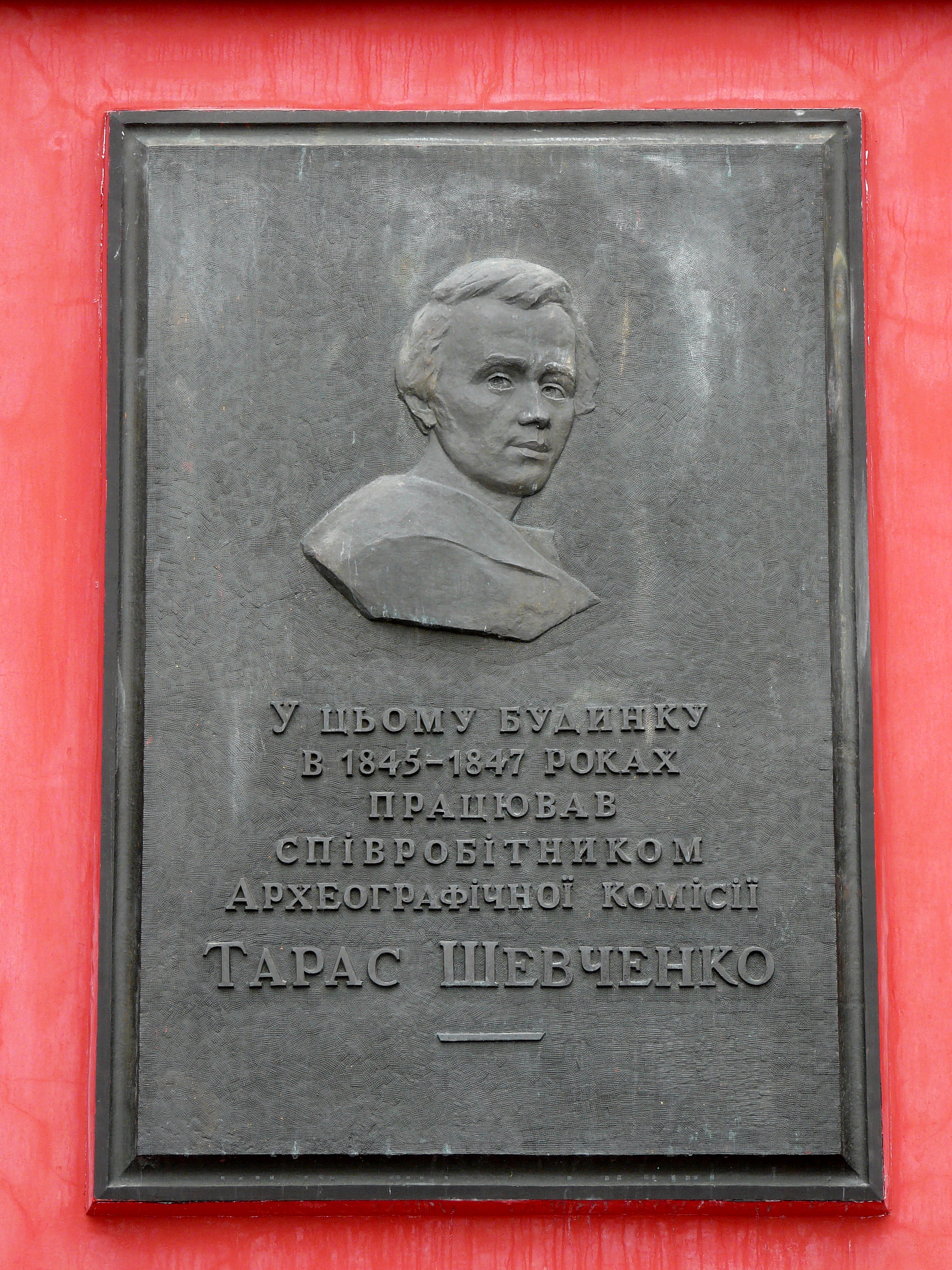
Меморіальна дошка Тарасові Шевченку на фасаді Червоного корпусу Київського університету

Університет названо у 1939 році на честь українського поета Тараса Шевченка. Після закінчення Петербурзької академії мистецтв він працював тут як співробітник археографічної комісії (у 1845—1846 роках). Розгром у 1847 році Кирило-Мефодіївського товариства й арешт Шевченка перервали його роботу, але не знищили зв'язки поета з університетом. Після звільнення Шевченко написав «Букварь Южнорусский» для недільних шкіл, займався його розповсюдженням, листувався з першим ректором університету Михайлом Максимовичем.
1848 року при університеті (1-й поверх) засновано хірургічну клініку В. О. Караваєва, де оперував також М. І. Пирогов. У січні 1847 в актовому залі концертував Ф. Ліст. Тут відбувалися виставки передвижників. У 1861—1919 щомісяця видавалися «Университетские Известия», працювало 10 наукових товариств: дослідників природи, фіз.-математичне, фіз.-хімічне, хірургічне, історичне Нестора-літописця, юридичне… В 1883 було засновано університетську медичну клініку (тепер — бульвар Шевченка № 17). 1880 року в університеті було проведено випробування першої у світі системи одночасного телеграфування і телефонування по одному й тому ж дроту (винахідник Г. Г. Ігнатьєв).
У середині 1880-х рр. в університеті налічувалось близько 20 музеїв та навчальних кабінетів.
Основу найстаріших його музеїв — Ботанічного, Зоологічного, Геологічного складали надходження від Кременецького ліцею і Віленського університету. Так само після передачі у 1834 р. колекцій з Віленського університету, Уманського, Луцького та Почаївського училищ виник нумізматичний кабінет. Вже в день урочистого відкриття до Київського університету надходять археологічні колекції з розкопок стародавнього Києва разом з планами і картами, а до мінералогічного кабінету — колекція мінералів та інших експонатів. Зібрання старожитностей університету згодом перетворилося на перший у Києві археологічний музей, що на початку XIX ст. мав більш як 11 тис. одиниць зберігання.
І хоча від них вціліло дуже мало, натомість збереглися традиції створення і використання музейних колекцій, що інтегровані в навчальний та науковий процеси як база для якісної освіти.
Нині це осередки наукової діяльності викладачів, студентів і аспірантів, справжні лабораторії, що мають вузькоспеціальний характер, тісно пов'язані з галузевою науковою роботою, а їхні фонди є як результатом наукової діяльності, так і використовуються у дослідних цілях.
Нині музеїв різних профілів в університеті десять, кожен з яких має свою цікаву історію заснування, поповнення й розвитку, тісно пов'язану з діяльністю наукових шкіл та видатних діячів науки. До музеїв історичного профілю належать: Музей історії університету, Археологічний музей, Етнографічний музей; до природничого — Ботанічний сад імені академіка О. В. Фоміна, Ботанічний музей, Геологічний музей, Зоологічний, Музей природи Канівського природного заповідника, а серед галузевих — Музей історії астрономічної обсерваторії та Лінгвістичний музей. Але більшість з них можна назвати комплексними, що поєднують у собі ознаки різних профілів. Майже всі музеї мають меморіальні розділи, або куточки про видатних діячів університетської науки.
У 1915—1916 роках університет було евакуйовано до Саратова, у 1919—1920 до університету були приєднані Вищі жіночі курси, Київський юридичний інститут та інші навчальні заклади.

### Українська Держава
Під час правління гетьмана Скоропадського Університет Св. Володимира отримав статус російського університету. В той же час паралельно працював заснований в 1917 році Київський український державний університет більшість викладачів якого були одночасно були й професорами в Університеті Св. Володимира. З приходом більшовиків університети були об'єднані.

### УРСР
Протягом 1920—1932 років на базі університету функціонували інститути народної освіти імені Драгоманова (до 1930), соціального виховання, професійної освіти, фізико-хіміко-математичний. У 1933 році університет відновлено у складі 7 факультетів. З грудня 1934 до середини 1935 року університет носив ім'я О. Ю. Шмідта
У 1939 році закладові присвоєно ім'я Т. Г. Шевченка.
В 1941 значна частина персоналу відступила з радянськими військами і була евакуйована до м. Кзил-Орди Казахської РСР, де у 1942—1943 роках відбулося злиття Київського університету з Харківським в Об'єднаний український університет.
Під час німецької окупації університет було відкрито в листопаді 1941 року, його ректором був призначений К. Т. Штепа, але вже 1942 року заклад закрили.
Після визволення Києва в листопаді 1943 року, незважаючи на заподіяні німецькою окупаційною владою руйнування (висаджено в повітря головний корпус, знищено кабінети, бібліотеки), у січні 1944 року університет відновив свою діяльність. У 1949 році функціонувало 12 факультетів. 1960 року в університеті відкрито факультет студентів закордонних держав.

### Україна

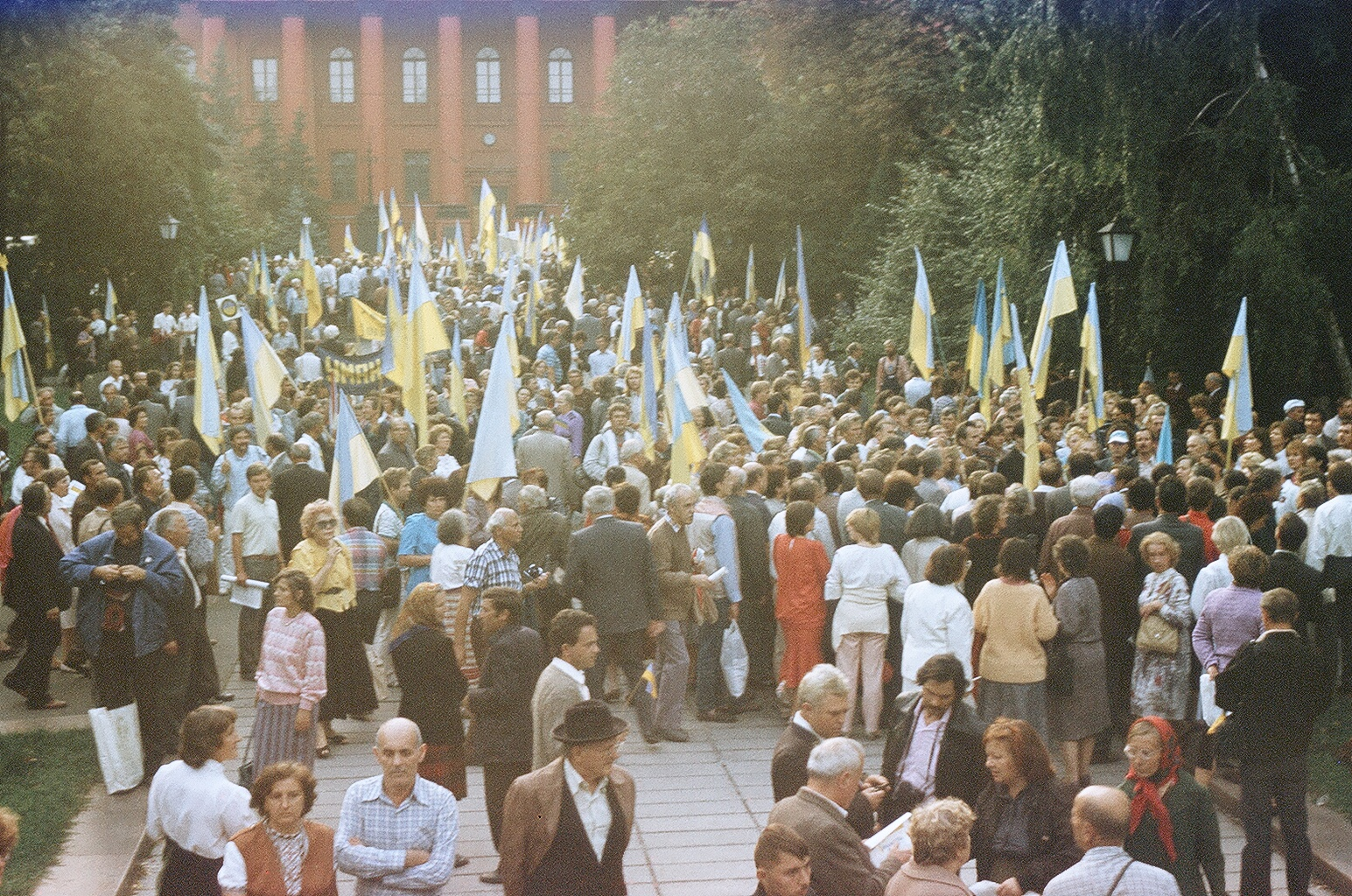
Мітинг біля стін Київського університету 24 липня 1990 р.

Указ Президента України від 21 квітня 1994 р. встановив, що Київський університет імені Тараса Шевченка є національним університетом зі статусом самоврядного (автономного) державного закладу вищої освіти, який здійснює свою діяльність відповідно до власного Статуту.
25 листопада 1999 року Леонід Кучма збільшив автономію університету, підпорядкувавши його Президенту України, і прирівняв посаду ректора університету до статусу міністра України. Через дев'ять років, 5 травня 2008 року, Віктор Ющенко віддав вказівку реформувати Київський університет, з метою перетворити його на головний навчально-науковий центр України. Він також надав університету права на затвердження індивідуальних умов прийому абітурієнтів, визначення чисельності студентів, слухачів, аспірантів, докторантів, здобувачів наукових ступенів кандидата та доктора наук.
29 липня 2009 р. Кабінет Міністрів України прийняв постанову № 795 про Київський університет, згідно з якою університету надано статус самоврядного (автономного) дослідницького національного закладу вищої освіти, передбачення збільшення протягом 2011—2012 років на 30 відсотків розмірів посадових окладів, ставок погодинної заробітної плати науково-педагогічних та наукових працівників і на 20 відсотків — стипендії студентів університету, також починаючи з 2011 року під час складання проєкту Державного бюджету України мають бути закладені кошти для організації стажування 200 науково-педагогічних та наукових працівників, 1000 студентів і аспірантів Університету у провідних зарубіжних науково-навчальних центрах, фінансування наукових досліджень в обсязі не менш як 25 відсотків коштів державного бюджету, що передбачаються для його утримання, придбання обладнання та новітніх засобів навчання, проведення реконструкції навчальних корпусів, спортивного комплексу, стадіону, інженерних мереж і доріг, спорудження Палацу студентів, будівництва житлового будинку на 200 квартир для співробітників та гуртожитків для студентів Університету (не менш як на 2000 місць), упорядження території Ботанічного саду імені академіка О. Фоміна, облаштування на території Канівського природного заповідника (Черкаська область) пам'ятних історичних місць, пов'язаних з іменем Т. Г. Шевченка.
У 2007 році значною мірою завдяки мовознавцю С. О. Костенко, Київський університет долучився до когорти університетів світу, що співпрацюють із Міжнародним бюро Ради з китайської мови Ханьбань, зокрема за програмою Інститутів Конфуція.

#### Під час російсько-української війни
31 грудня 2022 року, під час російського вторгнення в Україну російські військові здійснили черговий масований обстріл України крилатими ракетами та ударними БпЛА. Внаслідок обстрілу істотно постраждав Виставковий кампус університету, зокрема: значних пошкоджень зазнали корпуси Інституту біології та медицини й Інституту високих технологій, факультетів психології, соціології, комп'ютерних наук та кібернетики, радіофізики, електроніки та комп'ютерних систем, механіко-математичного та географічного факультетів, кафедри ядерної фізики. Також російські ракети пошкодили будівлі кріогенного комплексу, спорткомплексу, фізичного факультету, Українського фізико-математичного ліцею та деяких гуртожитків Студмістечка.
25 травня 2025 року, під час чергової ворожої повітряної атаки на Київ, пошкоджень зазнали два гуртожитки та університетський центр харчування. Також була пошкоджена труба газопроводу, в результаті чого виникла пожежа, яку вдалося оперативно локалізувати. За повідомленням пресслужби КНУ, четверо мешканців гуртожитків звернулися до медиків із незначними травмами.

## Кампуси і корпуси
Після заснування університет містився у приватних приміщеннях на Печерську; йому було присвоєно ім'я святого Володимира. Зараз головний корпус університету (1837—1842, архітектор В. І. Беретті) міститься на вулиці Володимирській, 60, окремі гуманітарні факультети — на бульварі Шевченка, 14 (колишня Перша гімназія, споруджена за проєктом О. В. Беретті), ряд інститутів та факультетів — на проспекті Академіка Глушкова, 6 (1954-1970-і, В. Є. Ладний, В. Є. Коломієць, інж. В. Я. Дрізо) та вулиці Васильківській, 90, на вулиці Юрія Іллєнка, 36/1; бібліотека (1939, В. О. Осьмак і П. Ф. Альошин) на вулиці Володимирській, 58, ректорат університету (40-ві рр. XIX ст.) на вулиці Володимирській, 64.

### Червоний корпус

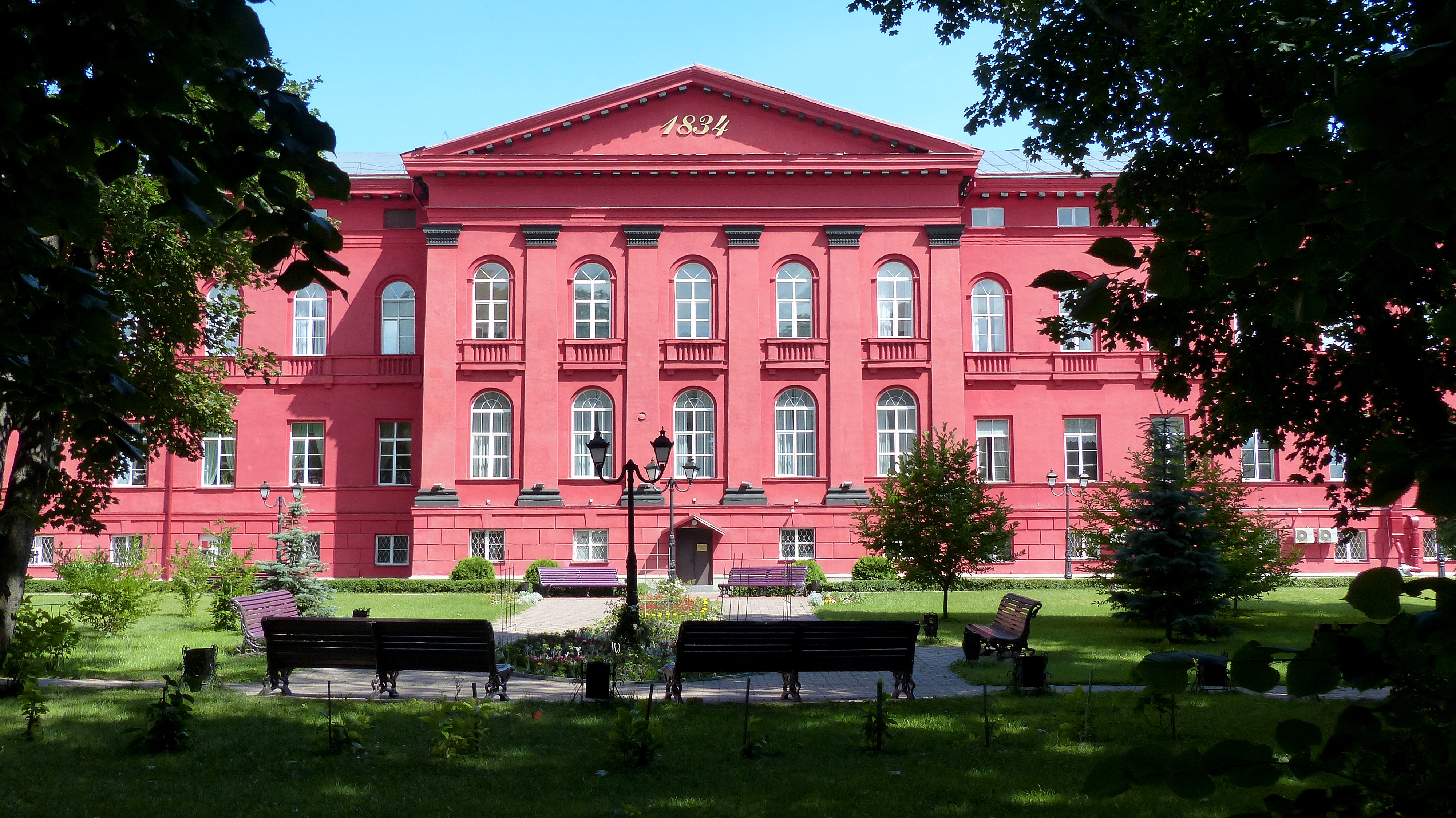
Червоний корпус Київського університету

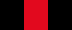
Офіційні кольори КНУ

На фасаді головного корпусу встановлено пам'ятний знак викладачам і студентам університету, меморіальну дошку Т. Г. Шевченку та меморіальну дошку Штабу винищувального батальйону. На фасаді гуманітарного корпусу встановлено меморіальну дошку М. І. Пирогову.
Будинок Головного (Червоного) корпусу університету (вул. Володимирська, 60); збудований у 1837—1842 рр. у формах класицизму за проєктом архітектора Вікентія Івановича Беретті (1781—1842). Будівля має вигляд величезного замкненого корпусу з внутрішнім двором, довжина фасаду — 145,68 м.
Стіни корпусу пофарбовано у червоний колір, чавунні бази та капітелі колон — у чорний. Це відповідає кольорам стрічок ордену Святого Володимира (заснований у 1782), чиє ім'я носив університет, тому девіз ордену «Користь, честь і слава» (лат: «Utilitas, Honor et Gloria») був і його девізом. Зведений на вершині пагорба, будинок університету суттєво вплинув на формування архітектурного обличчя Києва в XIX столітті.

### Жовтий корпус
Будинок Гуманітарного (Жовтого) корпусу університету (бульв. Т. Шевченка, 14); збудований в 1850—1852 рр. у формах класицизму за проєктом архітектора Олександра Вікентійовича Беретті (1816—1895), сина В. І. Беретті, автора проєкту Головного корпусу університету. Будинок належав Першій гімназії. В гімназії викладали визначні історики М. Берлинський та М. Костомаров. Серед її вихованців — художники Микола Ґе та В. Левандовський, історик М. Закревський, економіст М. Бунге, поет М. Гербель, скульптор П. Забіла, письменники М. Булгаков та К. Паустовський, майбутні академіки Є. Тарле та О. Богомолець, А. Луначарський. У 1919 р. в будинку гімназії жив перший президент Академії Наук України академік В. Вернадський. З 1959 р. будівля є навчальним корпусом університету.

### Бібліотека ім. М. Максимовича

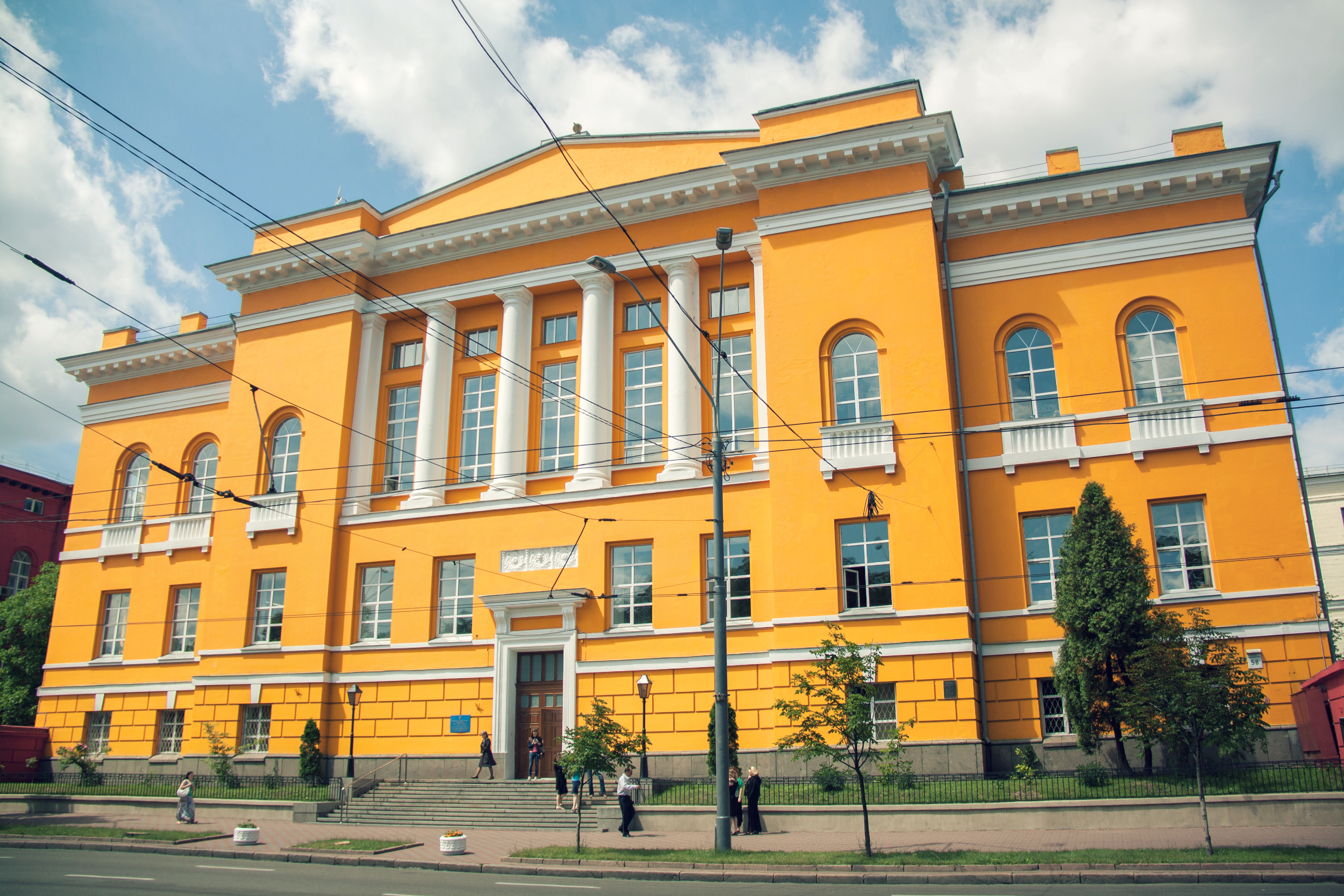
Фасад Університетської Наукової бібліотеки імені М. Максимовича

Будинок Бібліотеки університету ім. М. Максимовича (вул. Володимирська, 58) збудований у 1939—1940 рр. у стилі неокласицизму за проєктом архітекторів В. О. Осьмака та П. Ф. Альошина як гуманітарний корпус університету. Бібліотечні фонди складають 3,52 млн видань. Це найбільша за розмірами своїх фондів наукова університетська бібліотека в Україні.
Будинок бібліотеки разом з будинком філії № 1 Національної бібліотеки України імені В. І. Вернадського (вул. Володимирська, 62), збудованим за проєктом тих же архітекторів у 1929—1930 рр., та Головним (Червоним) корпусом університету складають цілісний архітектурний ансамбль.

### Університетське містечко

Корпуси факультету кібернетики, соціології та механіко-математичного факультету Київського університету

Забудова комплексу нових корпусів університету ведеться з 60-х років XX століття на південно-західній околиці Києва (навпроти Національного центру виставок і ярмарків). Автори проєкту — архітектори В. Є. Ладний, М. П. Будиловський, В. Є. Коломіець, інженер В. Я. Дризо.
Проєкт комплексу споруд інститутів міжнародних відносин і журналістики (вул. Мельникова, 36) розробили архітектори «Київпроекту» О. Носенко, І. Шпара, Ю. Духовичний, О. Кліщук та Я. Віг. Їх проєкт у 1995 р. був удостоєний Державної премії України в галузі архітектури.

### Зоологічний музей
Зоологічний музей Київського університету розміщений у «червоному» корпусі, у його лівому крилі, на III поверсі. Музей має дві великі експозиційні зали та велику фондову колекцію, що розміщена в окремих приміщеннях і включає різні групи безхребетних та хребетних тварин. У штаті музею — досвідчені зоологи, які є кураторами відповідних частин колекції. Музей започатковано наприкінці XIX ст. як кабінет зоології, який згодом переріс у велике зоологічне зібрання, одне з найбільших в Україні.

### Ботанічний сад
Університетський Ботанічний сад [Архівовано 23 Березня 2022 у Wayback Machine.] імені Академіка Олександра Фоміна (1869—1935) закладений у 1839 році за планом архітектора В. І. Беретті ботаніком Р. Е. Траутфеттером. Загальна площа становить — 22,5 га, в колекції саду — понад 10 тис. видів, форм та сортів рослин.

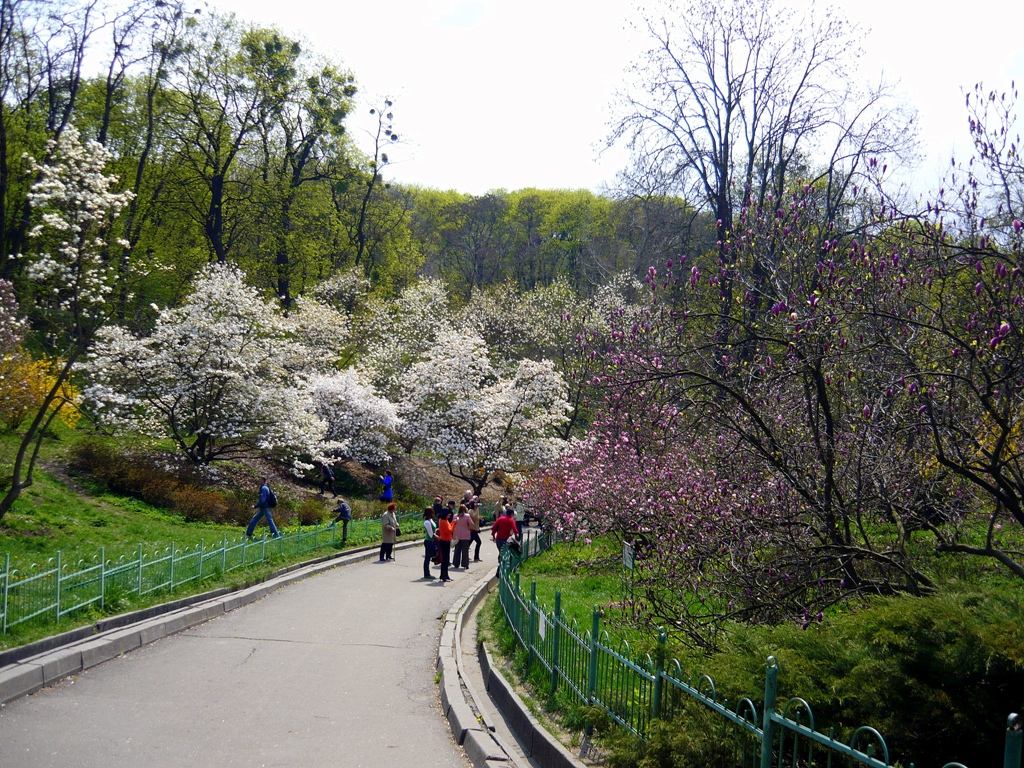
Долина магнолій Університетського Ботанічного саду

Кліматрон у Ботанічному саду імені академіка О. В. Фоміна; висота його після реконструкції 1977 р. становить близько 33 м і є найбільшою у світі. Перший оранжерейний комплекс збудовано у 1846—1849 рр. для колекції тропічних та субтропічних рослин, яка налічує зараз понад 2 тис. одиниць і є однією з найбільших у Європі.

### Астрономічна обсерваторія
Астрономічна обсерваторія Київського університету (вул. Обсерваторна, 3) заснована в 1845 році. Спершу планувалося розмістити університетську обсерваторію в приміщенні головного корпусу університету (про що свідчать наявні архітектурні проєкти будівлі), однак пізніше вирішили побудувати для неї окрему будівлю. Це завдання знову довірили Вікентію Беретті, за чиїм проєктом вона і була побудована в 1841—1845 роках і офіційно відкрита 7 лютого 1845 року.

## Структура університету

Барельєф зі стін корпусу факультету радіофізики, електроніки та комп'ютерних систем Київського університету з цитатами з віршів українських поетів Т. Шевченка та П. Тичини (частина барельєфної композиції «Підкорення простору» (автори — А. Григоров, М. Машко, В. Прядка, А. Гайдамака, 1975—1979 р.р.))

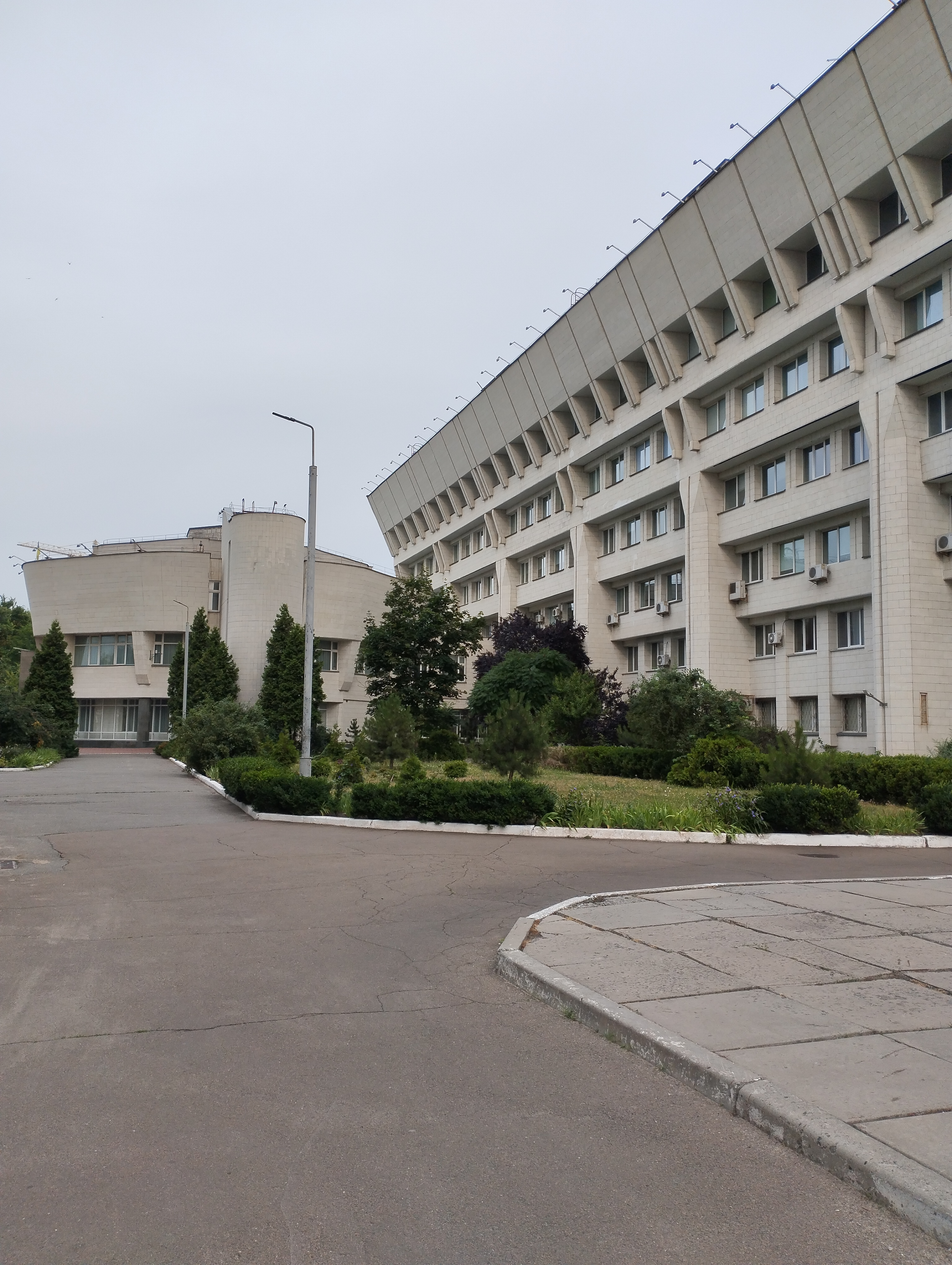
Географічний факультет, липень 2025

Київський національний університет імені Тараса Шевченка — багатогалузевий навчально-науковий комплекс, до складу якого входять 14 факультетів, 8 інститутів, 1 відділення, 2 коледжі та 21 підрозділ.

### Факультети
- Географічний факультет
- Економічний факультет
- Історичний факультет
- Механіко-математичний факультет
- Факультет інформаційних технологій
- Факультет комп'ютерних наук та кібернетики
- Факультет психології
- Факультет журналістики — інститут журналістики
- Факультет радіофізики, електроніки та комп'ютерних систем (колишній радіофізичний факультет)
- Факультет соціології
- Фізичний факультет
- Філософський факультет
- Хімічний факультет

### Інститути
- Військовий інститут
- Інститут післядипломної освіти[33]
- Інститут Управління державної охорони України
- Навчально-науковий інститут високих технологій
- Навчально-науковий інститут «Інститут геології»
- Навчально-науковий інститут журналістики
- Навчально-науковий інститут міжнародних відносин
- Навчально-науковий інститут права
- Навчально-науковий інститут філології
- Навчально-науковий інститут публічного управління та державної служби
- Навчально-науковий центр «Інститут біології та медицини»

### Відділення
- Підготовче відділення

### Коледжі
- Оптико-механічний коледж
- Коледж геологорозвідувальних технологій

### Підрозділи
- Астрономічна обсерваторія

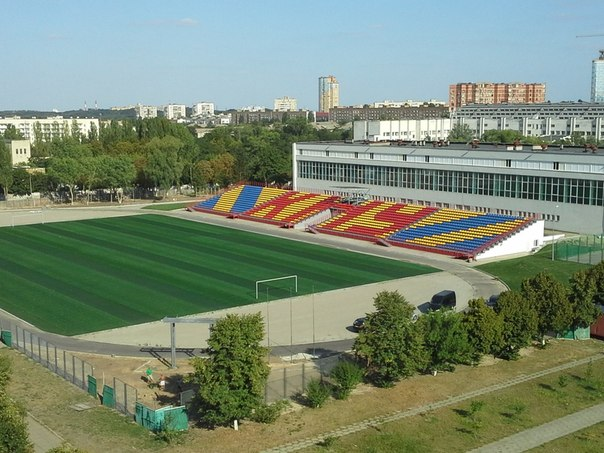
Стадіон та спортивний комплекс університету

- Відділ міжнародного співробітництва
- Інформаційно-обчислювальний центр
- Наукова бібліотека ім. М. Максимовича
- Науково-консультаційний центр
- Науково-дослідна частина
- Центр українознавства
- Український фізико-математичний ліцей
- Український гуманітарний Ліцей
- Навчально-науковий центр радіаційної безпеки[34]
- Первинна профспілкова організація
- Первинна профспілкова організація студентів
- Оздоровчо-спортивний комплекс КНУ імені Тараса Шевченка
- Бухгалтерія
- Студентський Парламент
- Кафедра фізичного виховання та спорту
- Наукове товариство студентів та аспірантів
- Відділення цільової підготовки
- Видавничо-поліграфічний центр «Київський університет»
- Молодіжний центр культурно-естетичного виховання
- Рада молодих науковців
- Національний контактний пункт «Горизонт 2020»[35]

### Інше
- Науковий парк Київський університет імені Тараса Шевченка[36]
- Ботанічний сад імені академіка Олександра Фоміна
- Лінґвістичний музей[37]
- Канівський природний заповідник

Університет є співзасновником трьох інститутів та двох коледжів. В цих структурах вчаться понад 30 тис. студентів.
В університеті здійснюється підготовка та перепідготовка фахівців з 31 напрямку й 81 природничих та соціально-гуманітарних спеціальностей і 157 спеціалізацій за ступеневою системою — бакалаври (4 роки) та спеціалісти (1 рік) або магістри (1,5-2 роки).
Щорічний конкурс до університету становить понад 3 чол. на місце, а на окремих факультетах — 6-11 чол. Це свідчить про високий рейтинг Київського університету.
В університеті працюють понад 2000 науково-педагогічних та понад 1000 наукових працівників на 160 кафедрах. Вчені ступені і звання мають понад 72 % викладачів, зокрема 18,25 % (371) викладачів — доктори наук, професори; 12 академіків та 19 членів-кореспондентів державних академій. Щороку науковці та викладачі університету публікують монографії, підручники, навчальні посібники та наукові статті, у тому числі за кордоном і у фахових виданнях.

## Міжнародне співробітництво
На початок 2012 року університет співпрацював зі 175 партнерами у 55 країнах світу.
Наприкінці 2024 року Київський національний університет імені Тараса Шевченка отримав грант у розмірі $500 тис. від програми Google.org, спрямованої на розвиток кібербезпеки. Університет був обраний організацією Virtual Routes (раніше відомою як European Cyber Conflict Research Incubator CIC), яка проводить семінари з кібербезпеки у співпраці з Google.org. Ці кошти дозволять студентам опанувати сучасні інструменти кіберзахисту та сприяти захисту місцевих організацій від кібератак.

## Ректори

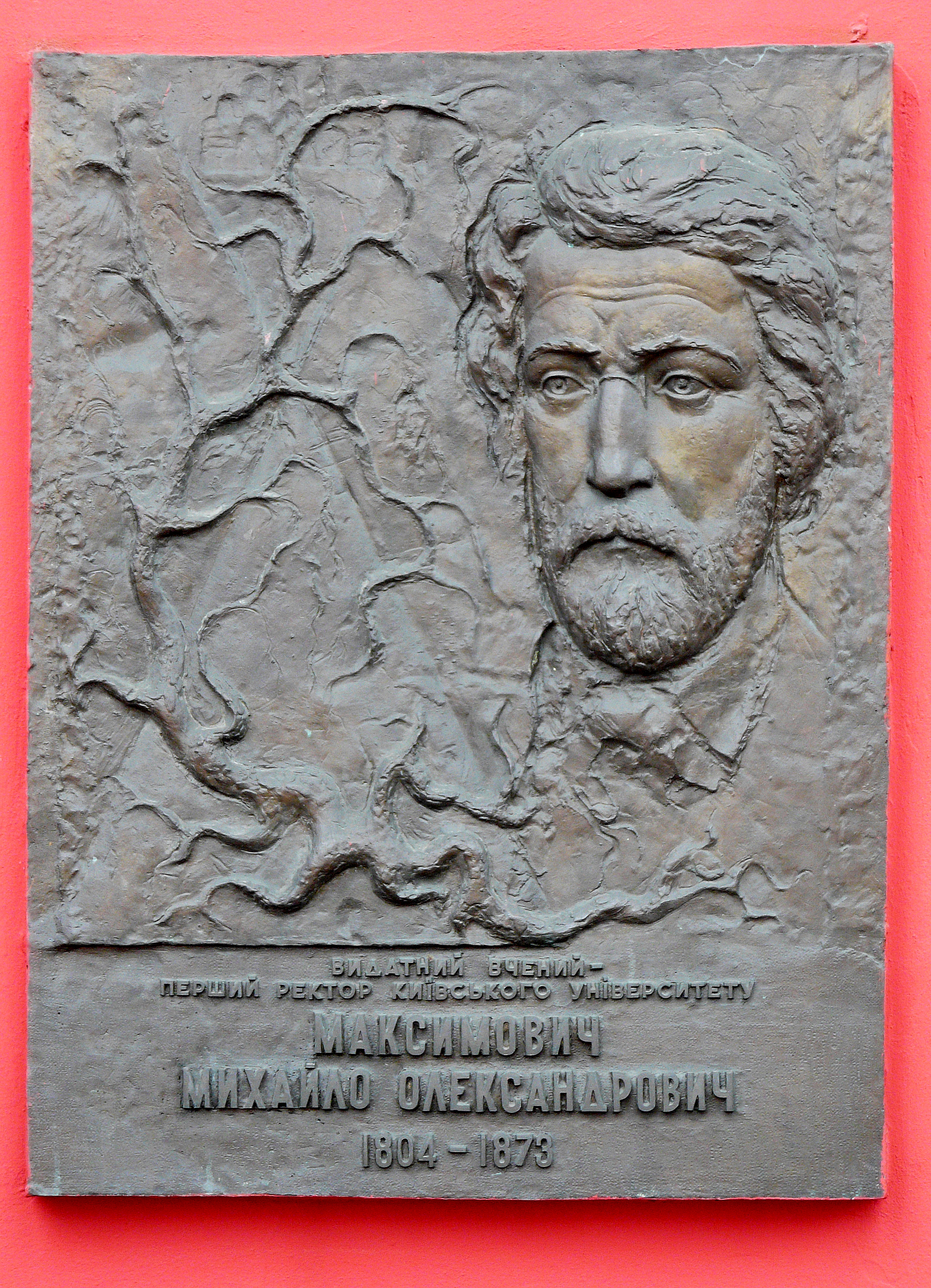
Меморіальна дошка на честь першого ректора Київського університету М. Максимовича

1. Максимович Михайло Олександрович (1834—1835 рр.)
2. Цих Володимир Францович (1836—1837 рр.)
3. Неволін Костянтин Олексійович (1837—1843 рр.)
4. Федоров Василь Федорович (1843—1847 рр.)
5. Траутфеттер Рудольф Ернестович (1847—1859 рр.)
6. Бунге Микола Християнович (1859—1862, 1871—1875, 1878—1880 рр.)
7. Іванишев Микола Дмитрович (1862—1865 рр.)
8. Мітюков Каллиник Андрійович (1865 р.)
9. Матвєєв Олександр Павлович (1865—1871, 1875—1878 рр.)
10. Феофілактов Костянтин Матвійович (1880—1881 рр.)
11. Рахманінов Іван Іванович (1881—1883 рр.)
12. Ренненкампф Микола Карлович (1883—1890 рр.)
13. Фортинський Федір Якович (1890—1902 рр.)
14. Бобрецький Микола Васильович (1903—1905 рр.)
15. Цитович Микола Мартініанович (1905—1917 рр.)
16. Де-Метц Георгій Георгійович (1917 р.)
17. Садовень Олексій Андрійович (1917—1918 рр.)
18. Спекторський Євген Васильович (1918—1919 рр.)
19. Грунський Микола Кузьмович (1919—1920 рр.)
20. Щербина Костянтин Мойсейович (1920 р.)
21. Лобода Микола Іванович (1921—1924 рр.)
22. Карпеко Олександр Олександрович (1924—1925 рр.)
23. Семко-Казачук Семен Михайлович (1926—1929 рр.)
24. Артемський Андрій Якович (1929—1930 рр.)
25. Грищенко Микита Минович (1930—1932 рр.)
26. Мельников Дмитро Федорович (1933—1934 рр.)
27. Левік Рувім Самійлович (08.1934-10.1934 рр.)
28. Кушнарьов Михайло Андрійович (1934—1936 рр.)
29. Зюльков Федір Іванович (1936—1937 рр.)
30. Давидов Іван Дем'янович (1937 р.)
31. Чупис Микола Максимович (1937—1938 рр.)
32. Русько Олексій Микитович (1938—1944 рр.)
33. Штеппа Костянтин Тодосьович (1941—1942 рр., окупація)
34. Бондарчук Володимир Гаврилович (1944—1951 рр.)
35. Голик Олександр Захарович (1951—1955 рр.)
36. Швець Іван Трохимович (1955—1969 рр.)
37. Білий Михайло Улянович (1970—1985 рр.)
38. Скопенко Віктор Васильович (1985—2008 рр.)
39. Губерський Леонід Васильович (2008—2021 рр.)
40. Бугров Володимир Анатолійович (з 2021 р.)

## Почесні доктори і випускники
З університетських стін вийшла ціла плеяда визначних вчених, митців, державних і громадських діячів:
- філософи: М. О. Алданов, В. Ф. Асмус, М. О. Бердяєв, В. С. Горський, Д. Х. Острянин, О. С. Забужко, С. Б. Кримський, М. В. Попович, П. В. Копнін, Г. І. Челпанов, Л. І. Шестов, В. І. Шинкарук;
- юристи: К. О. Неволін, М. Д. Іванишев, М. Ф. Владимирський-Буданов, О. Ф. Кістяківський, Л. С. Білогриць-Котляревський, Ф. І. Леонтович, О. О. Малиновський, К. А. Мітюков , О. М. Гуляєв, Г. К. Матвєєв, П. С. Матишевський, О. В. Романович-Славатинський, С. С. Яценко, В. І. Сапожников, О. П. Кучинська, Аміна Мохамед;
- медики: В. О. Бец, М. С. Скліфосовський, Ф. Г. Яновський, В. П. Образцов, М. Д. Стражеско, Й. О. Рустицький, І. Ф. Сабанєєв, К. Сапєжко, В. О. Караваєв, Ф. С. Цицурін;
- громадські та політичні діячі: В. М. Білозерський, М. Х. Бунге, П. Б. Аксельрод, М. І. Міхновський, В. К. Винниченко, М. С. Урицький, І. І. Огієнко, В. В. Шульгин, Г. Й. Удовенко, Л. М. Кравчук, А. М. Зленко, В. М. Чорновіл, М. Н. Саакашвілі, В. С. Брюховецький, В. М. Литвин, Л. М. Черновецький, Д. В. Табачник, М. В. Томенко, В. Ф. Шевченко, А. В. Шевченко, О. Б. Рибачук, В. С. Шевченко, В. А. Кириленко, політологи О. В. Картунов, М. Б. Погребинський;
- історики й філологи: О. Л. Нарочницький, М. О. Максимович, М. І. Костомаров, В. Б. Антонович, І. В. Лучицький, Н. В.  Молчановський, М. П. Драгоманов, М. С. Грушевський,В. М. Перетц, О. І. Білецький, А. Ю. Кримський, Є. В. Тарле, М. К. Грунський, А. М. Лобода, Н. Ю. Мірза-Авак'янц, Феоктист Сушицький, Соломія Павличко, М. О. Чмихов, В. Т. Позняк, Б. Г. Курц, А. М. Киридон, В. Р. Мараєв;
- письменники та поети: М. П. Старицький, М. Т. Рильський, І. Ю. Коваленко, А. П. Свидницький, В. І. Самійленко, Я. Івашкевич, М. Зеров, М. Драй-Хмара, П. Филипович, Юрій Клен, Михайло Орест, М. О. Булгаков, Тодось Осьмачка, Віктор Петров (Домонтович), О. Є. Корнійчук, К. Г. Паустовський, Б. І. Олійник, Є. Ю. Рибчинський, М. К. Дмитренко, О. Забужко, В. І. Положій, В. С. Короткевич, С. М. Рафальський ;
- журналісти: Л. І. Ройтман, О. В. Ткаченко, Ю. В. Макаров, Ю. О. Горбань, Ю. В. Мостова, В. В. Веремій, С. А. Пархоменко, О. М. Савенко, М. М. Сорока, С. В. Шевченко;
- економісти: М. І. Зібер; І. Ю. Єгоров; П. П. Бідак; Є. В. Дяченко; С. В. Мочерний, Г. М. Цехановецький;
- математики: В. П. Єрмаков, Д. О. Граве, М. М. Боголюбов, Г. В. Пфейффер, А. В. Скороход, Б. В. Гнєденко, М. Й. Ядренко, А. М. Самойленко, В. М. Борок, В. Л. Макаров, М. С. Вязовська;
- механіки: І. І. Рахманінов, Г. К. Суслов, П. В. Воронець, І. Я. Штаєрман, І. О. Луковський; А. Е. Бабаєв;
- кібернетики: В. М. Глушков, І. І. Ляшко, А. О. Стогній; Бабешко М. О.;
- фізики: М. П. Авенаріус, М. М. Боголюбов, М. М. Шіллер, Й. Й. Косоногов; А. П. Александров, О. Г. Ситенко, В. Г. Бар'яхтар, І. С. Горбань, А. Г. Загородній, Ю. Г. Здесенко;
- астрономи: М. Ф. Хандриков, С. К. Всехсвятський, П. Р. Романчук, М. В. Стешенко;
- хіміки: О. П. Ельтеков, С. М. Реформатський; А. К. Бабко, В. Н. Єременко, А. Т. Пилипенко, А. І. Кіпріанов, В. В. Скопенко;
- біохіміки: О. В. Палладін, Д. Л. Фердман;
- ботаніки: І. Ф. Шмальгаузен, С. Г. Навашин, К. А. Пурієвич, О. В. Фомін, М. Г. Холодний; В. В. Протопопова; Володимир Хитрово;
- біологи: А. В. Риндич, С. П. Сидоренко, В. І. Казановський, М. О. Кеппен, Ф. Г. Добржанський, Островська Л. К.;
- зоологи: К. Ф. Кеслер, О. О. Ковалевський, О. М. Сєверцов, О. Б. Кістяківський, І. І. Шмальгаузен, О. О. Коротнєв; Д. О. Оглоблін; О. О. Оглоблін; М. С. Гіляров;
- геологи: К. М. Феофілактов, В. М. Чирвинський, М. І. Андрусов, П. А. Тутківський, М. Г. Світальський, М. І. Толстой;
- географи: О. М. Маринич, Л. Г. Руденко, П. Г. Шищенко;
- композитори: М. В. Лисенко, Л. М. Ревуцький, М. А. Завадський;
- художники: Л. І. Андрієвський, О. Є. Голуб; Н. О. Саєнко;
- фольклористи: М. С. Грицай, Л. В. Іванникова, М. К. Дмитренко.

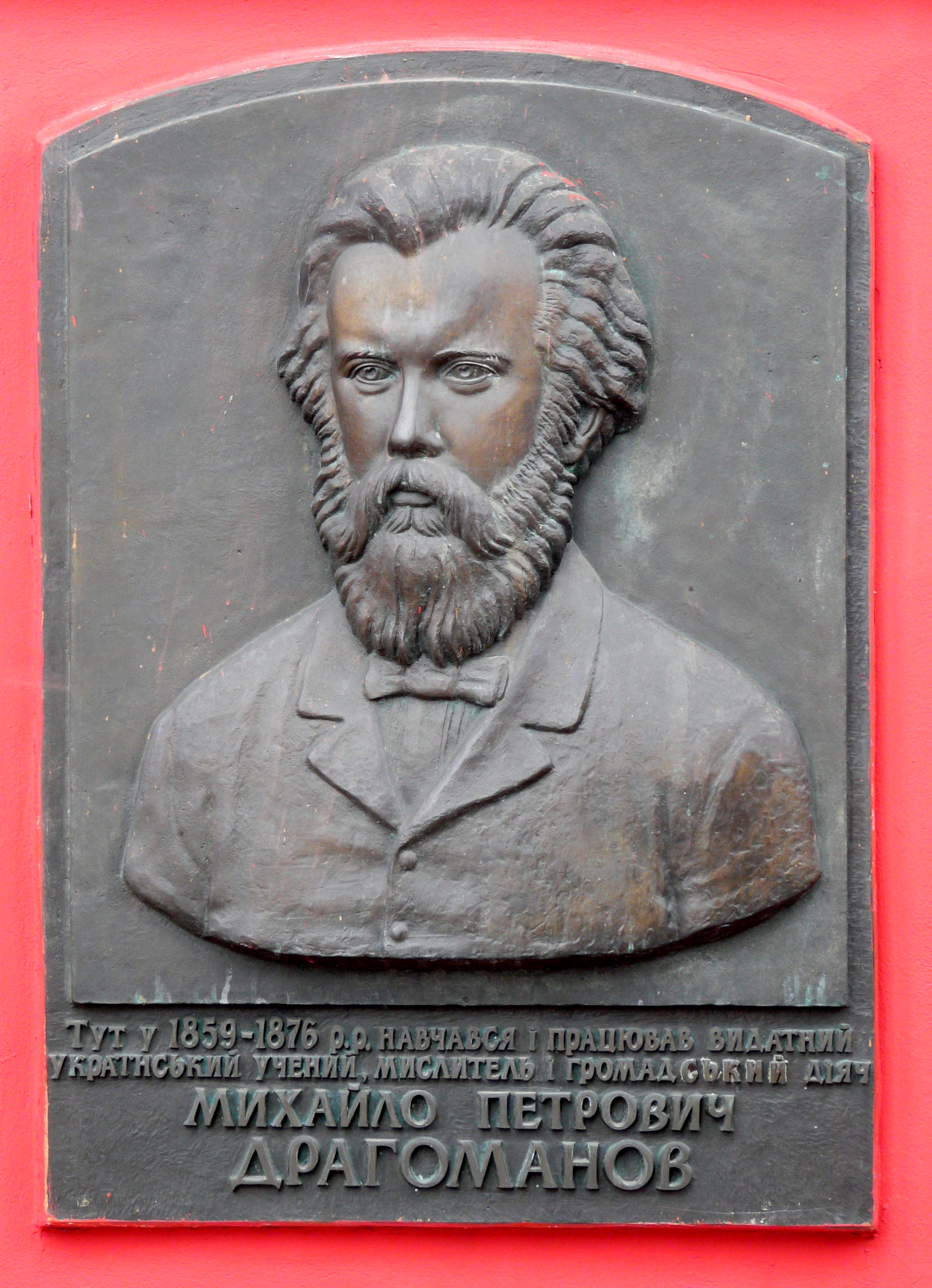
Меморіальна дошка на честь Михайла Драгоманова
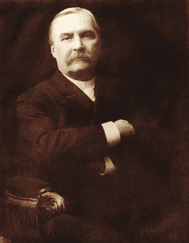
Микола Лисенко
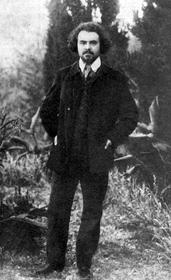
Микола Бердяєв
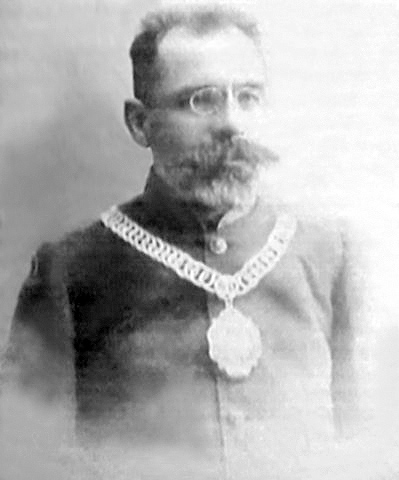
Митрополит Іларіон (Огієнко)

## Профспілка «Пряма дія»

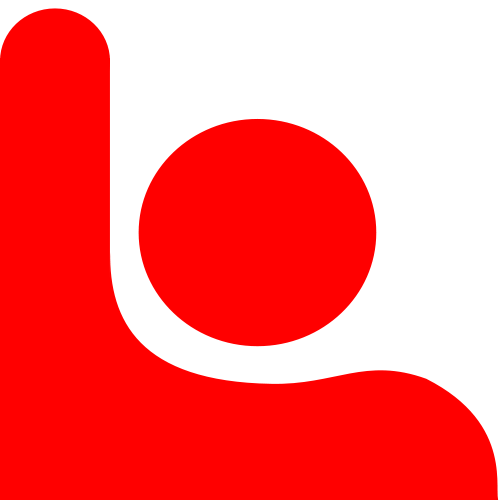
Незалежна студентська профспілка «Пряма дія»

Профспілку «Пряма Дія» засновано з ініціативи студентів університету 2008 року. Легалізована 15 квітня 2009 року. Наразі профспілка має осередки й в інших університетах Києва, а також у кількох обласних центрах України.
Така назва зумовлена тим, що в середині 90-х років у Києві вже існувала студентська профспілка під назвою «Пряма дія». За час свого існування профспілка провела ряд акцій, спрямованих на захист прав студентів. Профспілка проіснувала до 1998 року.
Головними напрямами діяльності профспілки є:
- Відстоювання ідеї безплатної освіти, опір комерціалізації навчання.
- Захист соціальних прав студентів (умови в гуртожитках, підвищення стипендій, виступає проти поборів, експлуатації студентів тощо).
- Створення низової студентської організації, котра базується на горизонтальних принципах координації та формує відносини у сфері освіти на засадах рівності, прямої демократії та кооперації[40].

## Нагороди, рейтинги та репутація
Масштабний дослідницький центр QS Quacquarelli Symonds оприлюднив щорічний рейтинг найкращих університетів Європи, Середньої Азії та країн, що розвиваються, на 2022 рік. До списку потрапив й Київський національний університет імені Тараса Шевченка який посів 35 місце.
У щорічному міжнародному рейтингу 600 найкращих вишів світу британської міжнародної компанії Quacquarelli Symonds під назвою «QS World University Rankings» 2014—2015 Київський університет опинився у групі вишів «421—430». Це кращий результат порівняно з 2013 та 2012 роками. КНУ випередив інші 5 вишів України, що цього року також опинились у рейтингу.
Київський національний університет імені Тараса Шевченка в 2009 році посів перше місце серед 234 вітчизняних вишів у загальнонаціональному рейтингу найкращих українських навчальних закладів Компас-2009, проведеного спільно журналом Корреспондент та компанією «Систем Кепітал Менеджмент» (СКМ) за підтримки Світового банку, при складанні якого враховувалася думка працедавців, випускників вишів та експертів,.
За версією Webometrics Ranking of World Universities у 2010 р. КНУ єдиний з українських вишів увійшов до 100 найкращих університетів Центральної та Східної Європи (67 місце, критерій рейтингу — кількість згадок про університет в Інтернеті), за тим же критерієм він посів 1-е місце в рейтингу найпрестижніших вишів України, і посів 1346-е місце серед 6000 найкращих університетів світу.
За показниками моніторингу наукових установ та закладів вищої освіти відповідно до рівня міжнародного цитування наукометричної бази даних SCOPUS станом на 15.01.2009, Київський національний університет імені Тараса Шевченка посів перше місце в рейтингу 75 вітчизняних вишів за критерієм статистики цитованості публікацій університетських науковців. Кількість цитувань у Scopus: 1.Київський національний університет імені Тараса Шевченка 7294/14695.
Згідно з проведеним у 2008 році загальнонаціональним рейтингом «Компас», що ґрунтувався на думці працедавців, про відповідність знань і навичок випускників вітчизняних вишів запитам ринку праці, перше місце рейтингу серед 228 українських вишів посів Київський національний університет імені Тараса Шевченка (Київ).
Згідно з рейтингом університетів, проведеним тижневиком Дзеркало тижня 2007 року, Київський університет так само посів перше місце серед 200 українських закладів вищої освіти усіх форм власності.
У 2005 році в рейтингу Корресподент.net Лучшие вузы Украины глазами работодателей Київський університет посів перше місце.
У СРСР університет входив у першу трійку найкращих університетів країни (разом з Московським державним університетом та Санкт-Петербурзьким державним університетом).[джерело?]
26 квітня 1984 року на честь власного 150-річчя Київський державний університет ім. Т. Г. Шевченка отримав орден «за видатні досягнення в області розвитку народного господарства, науки і культури».
31 серпня 2022 року Київський національний університет імені Тараса Шевченка зареєстрував зображення Головного корпусу як знак для товарів та послуг.
В 2023 році, за даними рейтингу інформаційного ресурсу «Вступ. Освіта.ua», найпопулярнішими та лідерами в Україні за кількістю заяв від абітурієнтів, які вступають на основі повної загальної середньої освіти, стали два львівські заклади вищої освіти, а саме, перше місце посів — Національний університет «Львівська політехніка», на другій сходинці розташувався Львівський національний університет імені Івана Франка, третє місце посів Київський національний університет імені Тараса Шевченка.

Грамота ЦК ЛКСМ України та Міністерства вищої і середньої спеціальної освіти (1981).
Почесна грамота Першої премії Соцзмагання ВИШів, ВТИШів та технікумів України ім. Третьої Сталінської Пятирічки за 1938-1939 рр.
Грамота про нагородження Київського університету орденом Леніна (1959).

## Культура в університеті
- Народна хорова капела «Дніпро»
- Народний фольклорно-етнографічний ансамбль «Веснянка»

## Університет в релігії, культурі та мистецтві

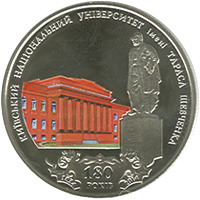
Пам'ятник Тарасові Шевченку та Головний корпус Шевченкового університету на реверсі ювілейної монети номіналом 2 гривні
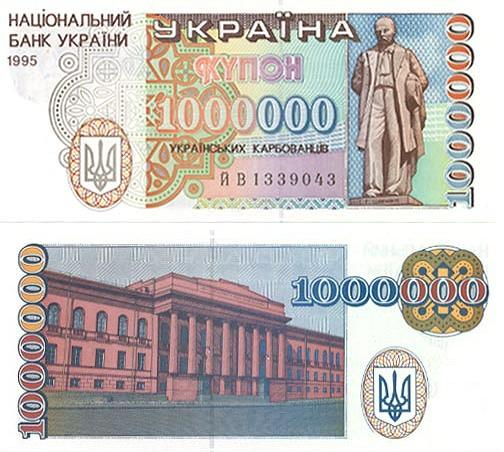
Пам'ятник Тарасові Шевченку та Головний корпус Шевченкового університету на карбованцях-купонах 1990-х років
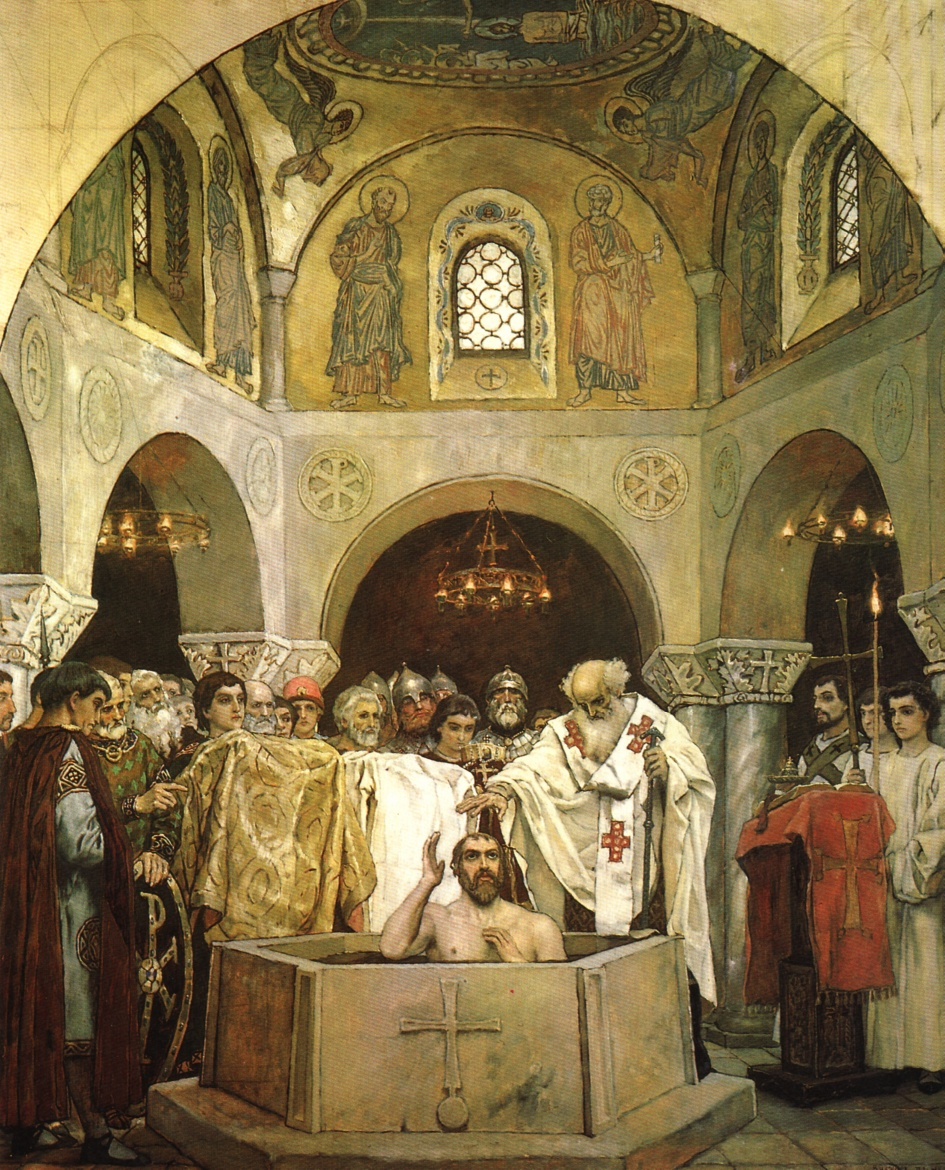
Фреска В. М. Васнецова «Хрещення Володимира» (на честь якого засновано і названо університет)
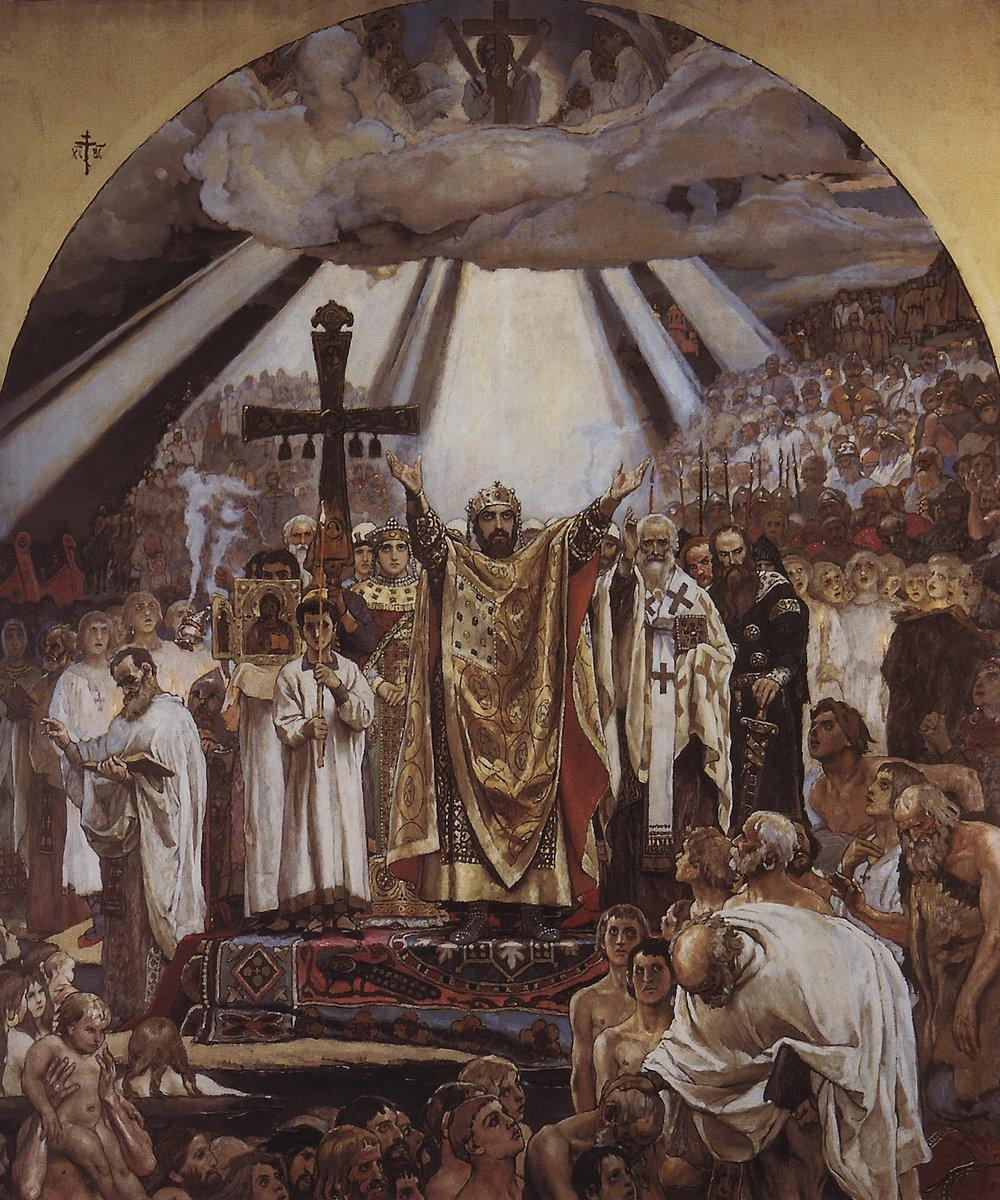
Університет названий на честь Святого Володимира, котрий хрестив Київську Русь
Герб Філософського факультету КНУ імені Тараса Шевченка

## Визнання
- 2025 — один із 61 українських ВНЗ у списку найкращих університетів світу за версією SCImago Institutions Rankings (Іспанія)[56]